# Deposito ATM Rogoredo
Il Deposito ATM Rogoredo (conosciuto anche come Deposito ATM San Donato) è un'infrastruttura di servizio del trasporto pubblico a Milano per la rimessa e la manutenzione delle vetture automobilistiche e metropolitane dell'ATM.

## Storia e caratteristiche
Il Deposito Rogoredo, con un'area di circa 381.000 mq, è il più grande a servizio della rete metropolitana milanese che sia stato realizzato finora. A servizio della M3 è l'unico della linea e venne costruito nel 1990 in un'area ai limiti della città, quasi al confine con San Donato Milanese. Sorge attualmente in via Giuseppe Impastato, fra le fermate di Rogoredo e San Donato. Ha una capienza per un massimo di 34 treni, in modo da riuscire a coprire l'intero fabbisogno di rimessaggio della linea all'epoca della costruzione tenendo conto dei successivi sviluppi che questa ha avuto.
Costruito secondo criteri d'avanguardia, il deposito si costituisce dai capannoni adibiti alla manutenzione e al rimessaggio delle vetture, da una torre di controllo e da una palazzina per l'addestramento del personale.
Il deposito è inoltre provvisto di un anello di prova per le vetture della metropolitana, lungo 1.821 m. Esso è fornito di due stazioni ricreate l'una in galleria, poco oltre quella di San Donato, l'altra all'aperto: in questo modo si presta ottimamente alle simulazioni e alle esercitazioni di guida per il personale in addestramento. Lungo l'anello di prova, superato lo scambio in cui si immettono i convogli provenienti dalle officine, esiste ancora oggi uno scambio dismesso e arrugginito, che risale al periodo stesso della costruzione dell'impianto. Su questo tronchino lungo qualche decina di metri venivano infatti scaricati i treni della M3 portati fino al deposito carrellati sui camion. Il binario sarebbe stato in seguito dismesso con la creazione di un'apposita struttura atta allo scaricamento delle vetture, realizzata all'interno del deposito, nel piazzale esterno.

### Il nuovo deposito automobilistico di San Donato
Sull'area adiacente al deposito della metropolitana, precedentemente occupata da un'area adibita a posteggio, viene realizzato e aperto nel 2011 il nuovo deposito automobilistico dell'ATM in sostituzione del Deposito Salmini, chiuso in precedenza e in parte del Deposito Molise, impiegato prevalentemente per le vetture filoviarie.
Inaugurato il 3 maggio 2011, dopo quasi tre anni di lavori, il deposito si estende su un'area di 65.000 m² e può ospitare fino a 250 autobus e oltre 300 fra dipendenti, meccanici e autisti. L'impianto conta tre parcheggi per gli autobus alcuni dei quali coperti da pensiline, due palazzine per uffici, un'officina con locali per il lavaggio e per l'apposita manutenzione delle vetture.
Sul tetto del deposito, così come già era stato fatto per Precotto, la presenza di pannelli fotovoltaici consente la produzione di energia solare, per alimentare parzialmente la metropolitana. È presente un impianto di distribuzione di idrogeno, che serve ad alimentare alcuni bus prototipi ad idrogeno acquistati dall'azienda nel corso del 2012.
In seguito al progetto di completa transizione elettrica chiamato "Piano Full Electric" di ATM, il deposito automobilistico di San Donato è stato uno dei primi, insieme a quello di Viale Sarca, ad essere dotato di colonnine per la ricarica rapida degli autobus elettrici in forza ad ATM. Al luglio 2023, il deposito poteva contare su 65 colonnine di ricarica.

## Galleria d'immagini

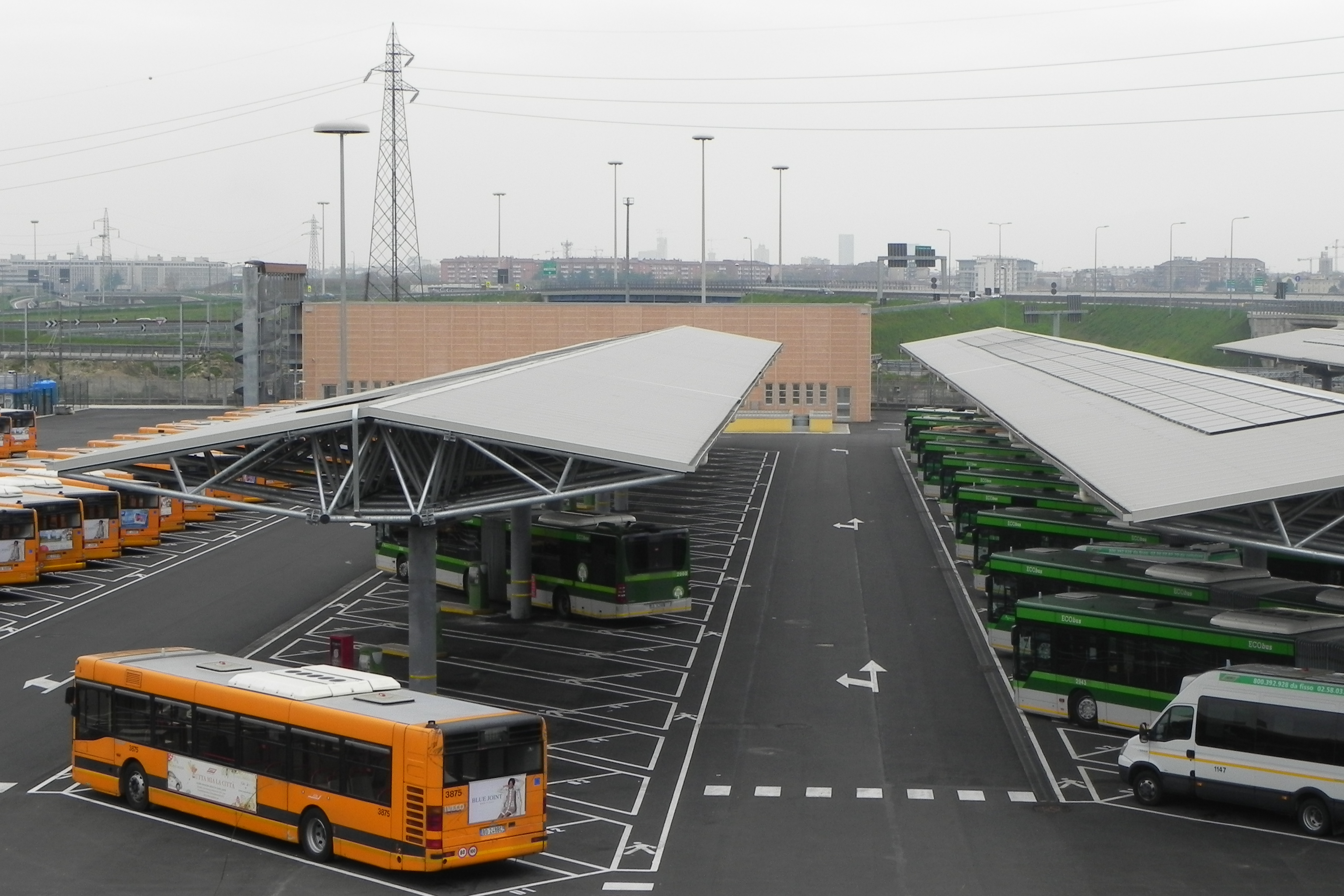
Panoramica del deposito automobilistico
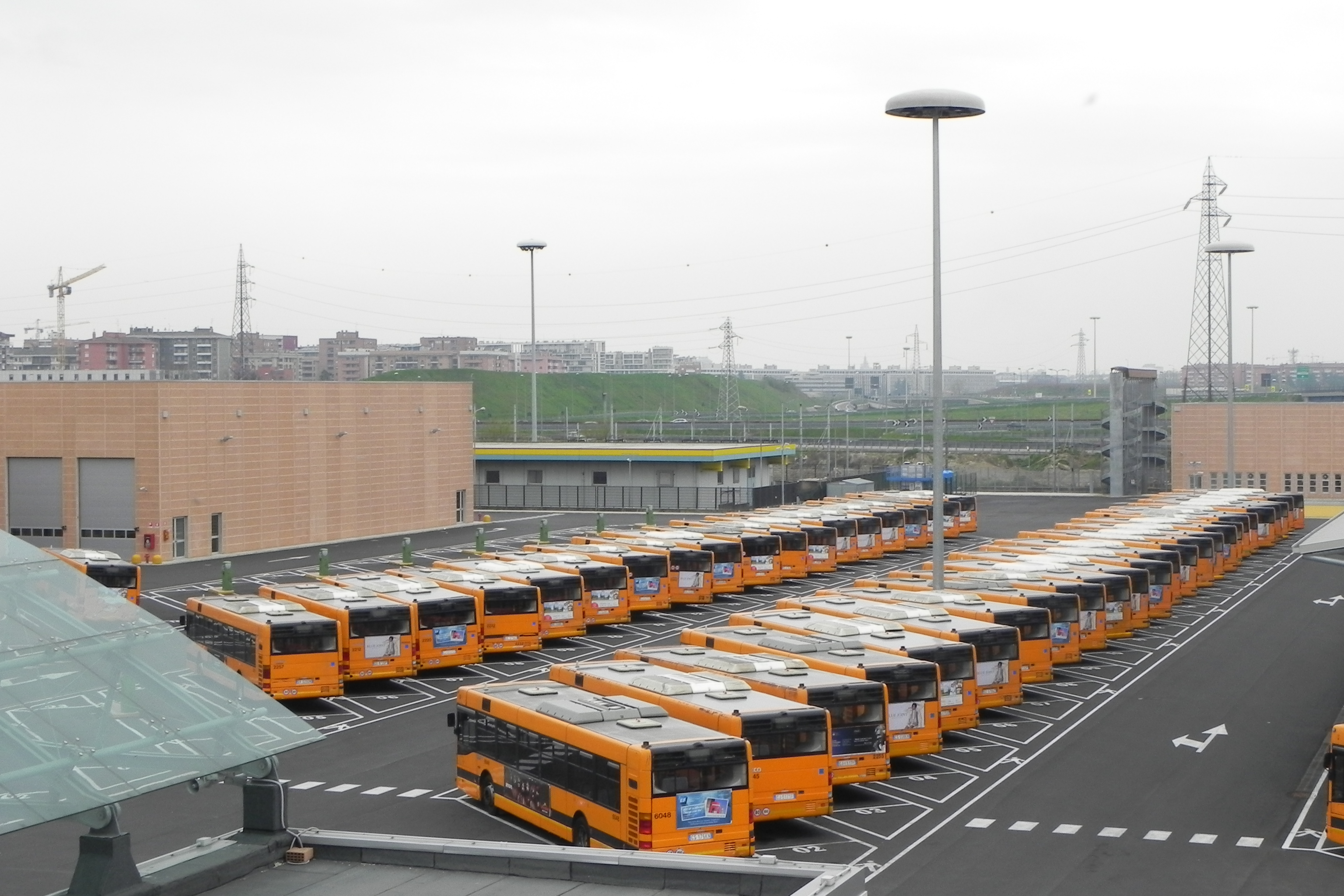
Panoramica del deposito automobilistico
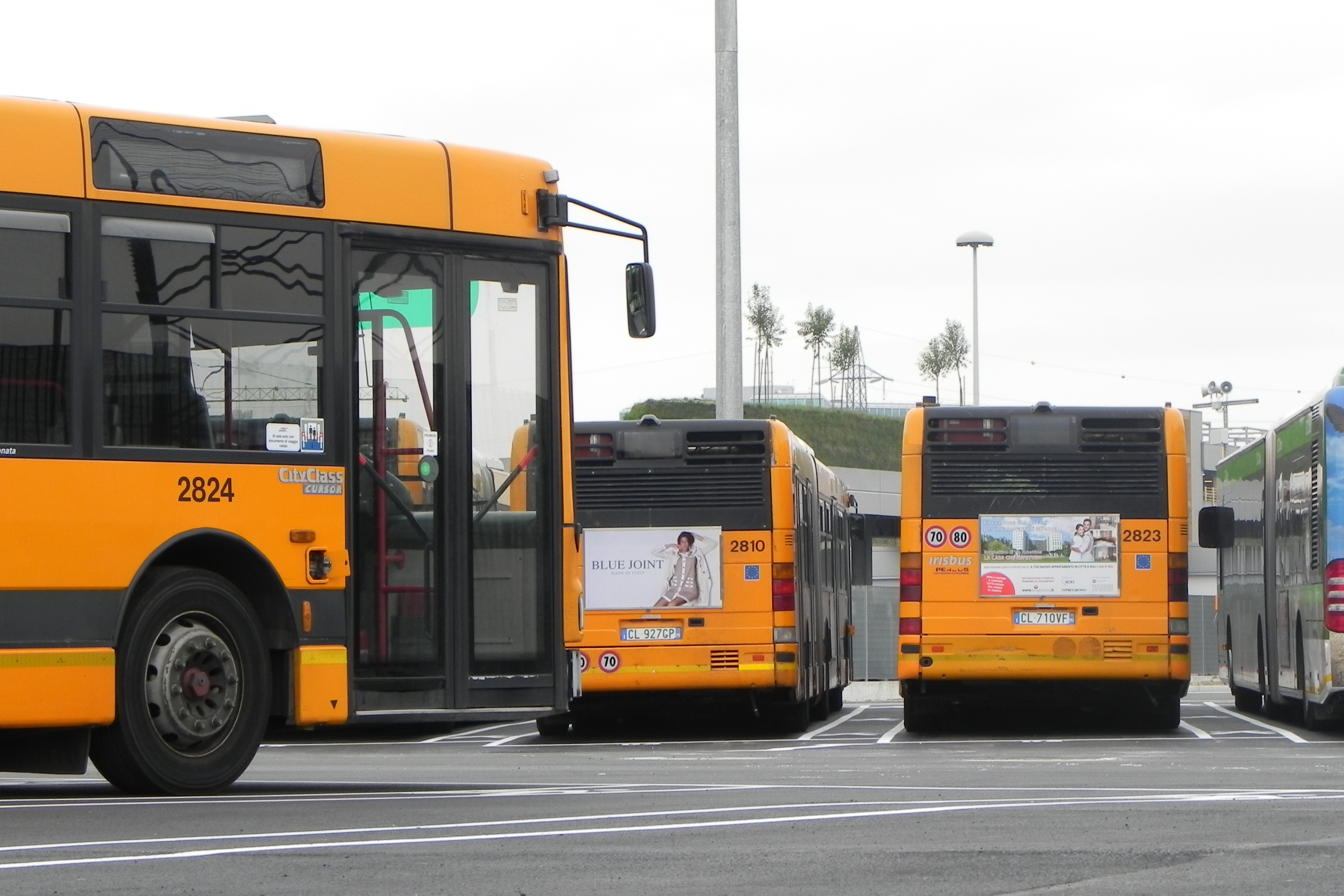
CityClass ATM in sosta nel deposito automobilistico
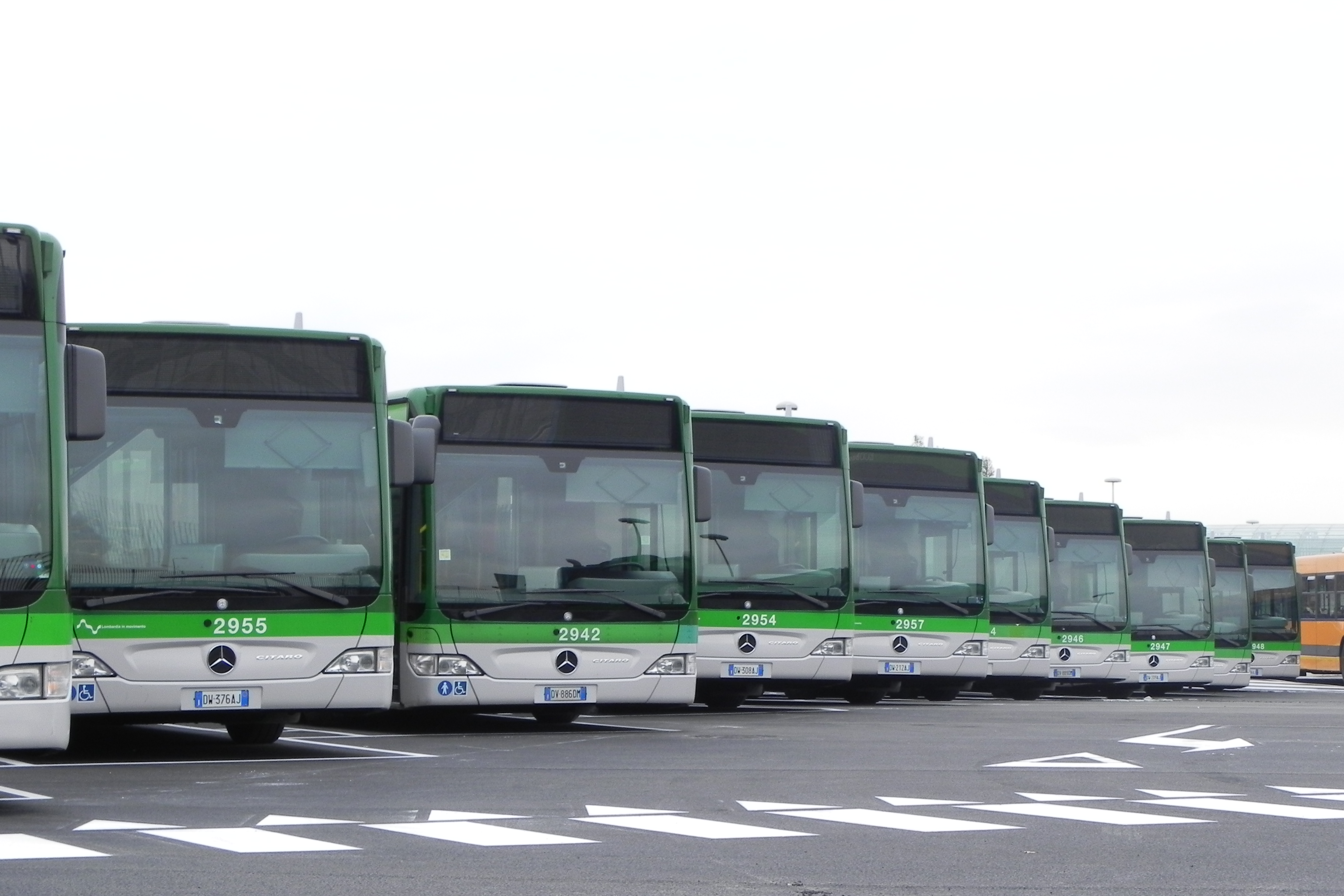
Citaro ATM in sosta nel deposito automobilistico